# Faedo Valtellino
Faedo Valtellino es una localidad y comune italiana de la provincia de Sondrio, región de Lombardía, con 539 habitantes.

## Evolución demográfica
| Gráfica de evolución demográfica de Faedo Valtellino entre 1861 y 2001 |
|                                                                        |
| Fuente ISTAT - elaboración gráfica de Wikipedia                        |